# Badminton-Juniorenweltmeisterschaft 2018
Die Badminton-Juniorenweltmeisterschaft 2018 fand vom 5. bis zum 18. November 2018 in Markham in Kanada statt. Zuerst wurde während der WM der Teamweltmeister ermittelt, anschließend die Einzelweltmeister.

## Medaillengewinner
| Disziplin    | Gold                                      | Silber                                               | Bronze                                      |
| ------------ | ----------------------------------------- | ---------------------------------------------------- | ------------------------------------------- |
| Herreneinzel | Kunlavut Vitidsarn                        | Kodai Naraoka                                        | Lakshya Sen                                 |
| Herreneinzel | Kunlavut Vitidsarn                        | Kodai Naraoka                                        | Li Shifeng                                  |
| Dameneinzel  | Goh Jin Wei                               | Line Christophersen                                  | Wang Zhiyi                                  |
| Dameneinzel  | Goh Jin Wei                               | Line Christophersen                                  | Wei Yaxin                                   |
| Herrendoppel | Di Zijian Wang Chang                      | Shin Tae-yang Wang Chan                              | Thanawin Madee Wachirawit Sothon            |
| Herrendoppel | Di Zijian Wang Chang                      | Shin Tae-yang Wang Chan                              | Liang Weikeng Shang Yichen                  |
| Damendoppel  | Liu Xuanxuan Xia Yuting                   | Pearly Tan Toh Ee Wei                                | Agatha Imanuela Siti Fadia Silva Ramadhanti |
| Damendoppel  | Liu Xuanxuan Xia Yuting                   | Pearly Tan Toh Ee Wei                                | Febriana Dwipuji Kusuma Ribka Sugiarto      |
| Mixed        | Leo Rolly Carnando Indah Cahya Sari Jamil | Rehan Naufal Kusharjanto Siti Fadia Silva Ramadhanti | Shang Yichen Zhang Shuxian                  |
| Mixed        | Leo Rolly Carnando Indah Cahya Sari Jamil | Rehan Naufal Kusharjanto Siti Fadia Silva Ramadhanti | Wang Chan Jeong Na-eun                      |
| Mannschaft   | Volksrepublik China                       | Südkorea                                             | Japan                                       |
| Mannschaft   | Volksrepublik China                       | Südkorea                                             | Indonesien                                  |

## Medaillenspiegel
| Rang   | Land                | Gold | Silber | Bronze | Gesamt |
| ------ | ------------------- | ---- | ------ | ------ | ------ |
| 1      | Volksrepublik China | 3    | 0      | 5      | 8      |
| 2      | Indonesien          | 1    | 1      | 3      | 5      |
| 3      | Malaysia            | 1    | 1      | 0      | 2      |
| 3      | Thailand            | 1    | 0      | 1      | 2      |
| 4      | Südkorea            | 0    | 2      | 1      | 3      |
| 5      | Japan               | 0    | 1      | 1      | 2      |
| 6      | Dänemark            | 0    | 1      | 0      | 1      |
| 7      | Indien              | 0    | 0      | 1      | 1      |
| Gesamt | Gesamt              | 6    | 6      | 12     | 24     |